# Cimetière de la Présentation de Vologda

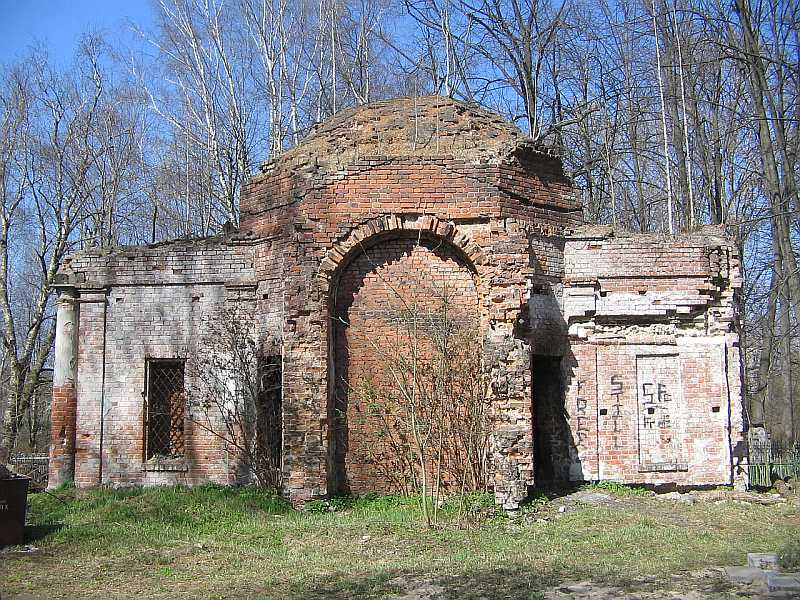
Église Saint-Nicolas en ruines.

Le cimetière de la Présentation (Введенское кладбище) est l'un des cimetières de  Vologda en Russie. Il doit son nom à l'église de la Présentation, aujourd'hui disparue.

## Histoire
Ce cimetière a ouvert au début du XIXe siècle pour remplacer le cimetière de l'église Saint-Antipe qui a fermé à la fin du XVIIIe siècle car trop proche de la ville.  Il est installé dans un terrain de la rue Saint-Demetrius (aujourd'hui rue du Komsomol). C'est en 1818 que le marchand de la première guilde, Vitouchechnikov, fait construire une église de briques consacrée à la Présentation qui sert à la belle saison car n'étant pas chauffée. En 1854, le marchand Skouliabine fait construire une église chauffée de style classiciste, également en briques, et consacrée à saint Nicolas. Un grand portail pour le cimetière est également construit dans ce style au même moment (il est aujourd'hui en ruines), ainsi qu'un hospice (disparu), et une chapelle-crypte (aujourd'hui en ruines). L'église de la Présentation est détruite par les autorités en 1937 au cours d'une campagne d'athéisme et la chapelle est fermée en 1938. Elle est en ruines aujourd'hui.
Dans les années 1960, un carré militaire est ouvert dans la partie Est avec un mémorial aux soldats défenseurs de la Patrie en forme d'obélisque, morts dans les hôpitaux de Vologda entre 1941 et 1945. On y trouve aussi des officiers et des soldats morts pendant la guerre (3 843 soldats) dont le pilote as de l'aviation de guerre Alexandre Kloubov (1918-1944) et des héros de l'Union soviétique.

## Personnalités
Des personnalités vologdiennes y sont enterrées comme Viktor Koudriavy (1860-1919), membre du Parti constitutionnel démocratique; Vassili Petrovski  (1832-1877); le membre de la première guilde des marchands et mécène, Nikolaï Skouliabine (1791-1851); Christophore Ledentsov (1842-1907), membre de la première guilde des marchands et mécène de la science; les parents de l'écrivain Varlam Chalamov, Tikhon Nikolaïevitch et Nadejda Alexandrovna; différents membres de la noblesse locale d'avant la Révolution, et des riches familles de la classe des marchands.

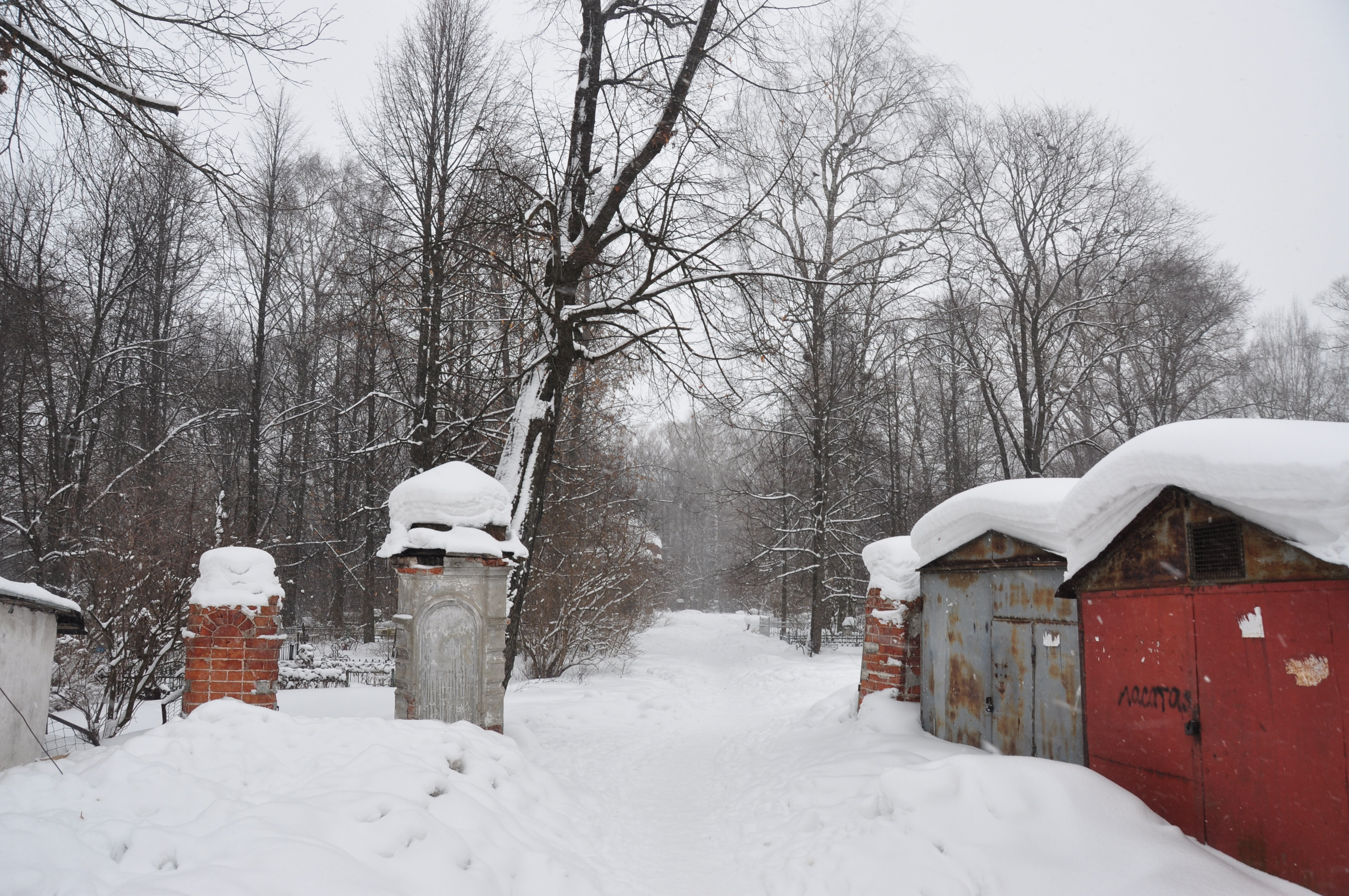
Portail du cimetière de la Présentation.
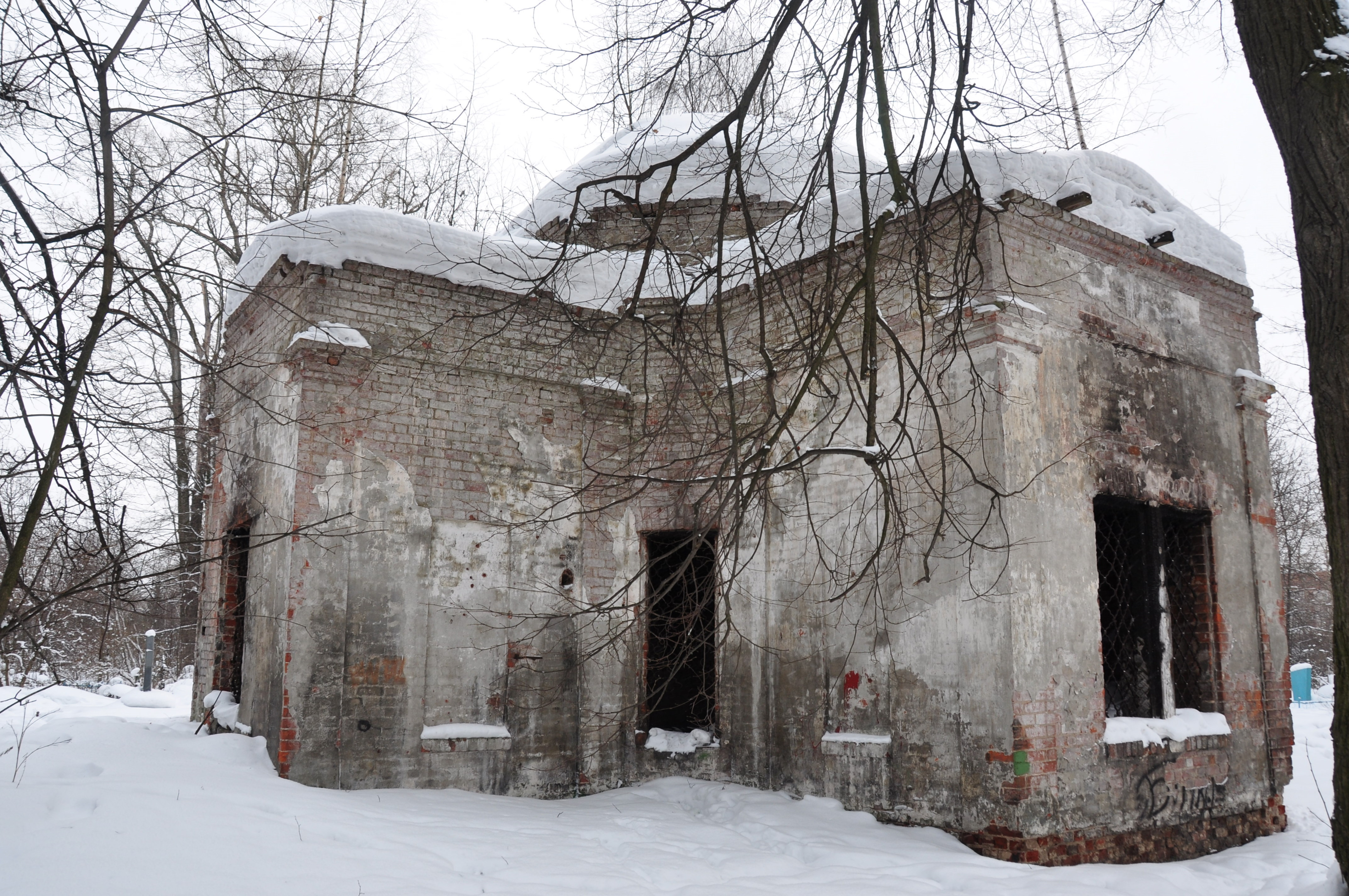
Église Saint-Nicolas en 2011.
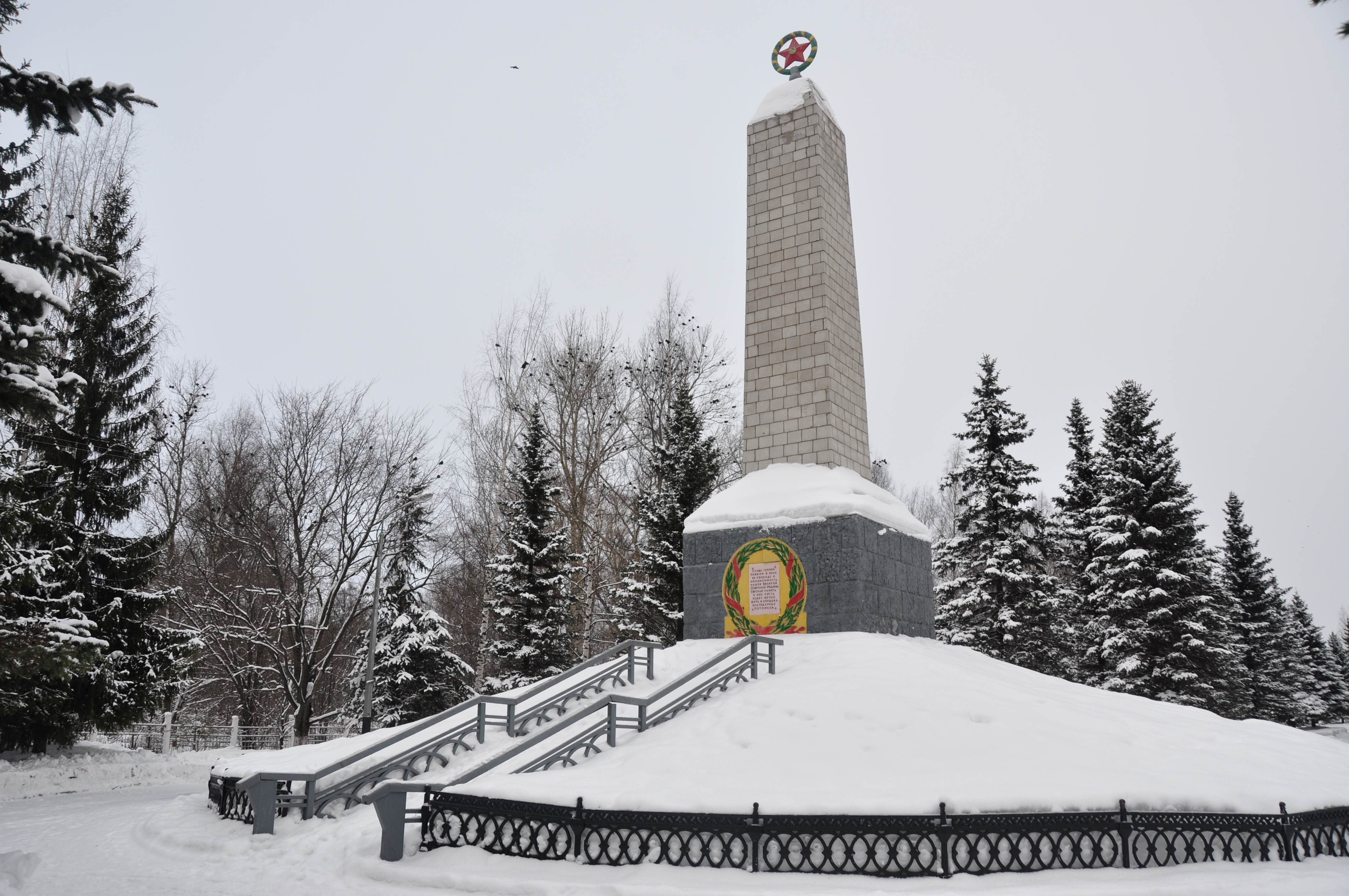
Obélisque aux soldats défenseurs de la Patrie
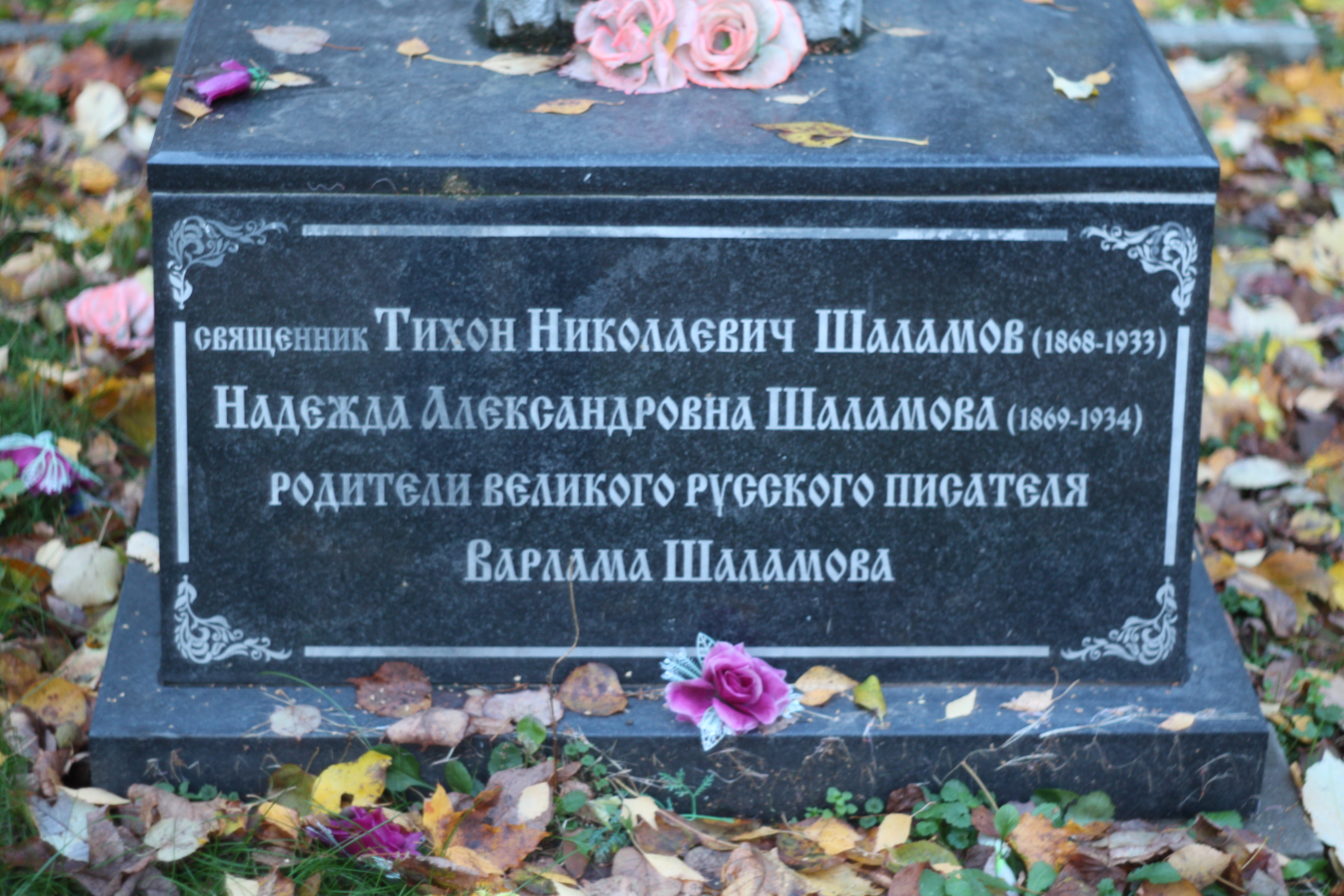
Tombe des parents de Chalamov.